# 召集令状
召集令状（しょうしゅうれいじょう、英: draft card）とは、軍隊が在郷の者を兵士として徴用するために個人宛に発布する令状である。本記事では特記のない限り大日本帝国陸海軍における召集令状について記述する。

## 召集の区別

### 陸軍・海軍共通
- 充員召集
- 教育召集
- 補欠召集
- 演習召集
- 防衛召集（陸軍では1941年に充員召集・臨時召集に統合された。海軍ではこの下に更に警戒召集および特別召集の2種類がある）

### 陸軍のみの召集
- 臨時召集
- 国民兵召集

### 海軍のみの召集
- 勤務召集
- 徴傭船舶船長召集
- 簡閲点呼

## 召集令状の種類
用紙は、縦15.5 cm、横25.7 cm。黒のインクで印刷され、紙の厚みが半紙のように薄い。陸軍省による召集の大半において赤色が使われ、その色から赤紙と呼ばれた。当初は真っ赤だったが、戦時の物資不足による染料の節約で次第に地色が薄くなり、実際に太平洋戦争で多くの人が目にしたのはピンク（淡紅色、桃色、鴇色）である。なお、海軍省による召集でも似た系統の色が使われたため、陸海両軍の令状を混同して赤紙と表現することも多い。
以下は召集令状の各色・種類である。
- 赤紙：陸軍省による充員召集、臨時召集、帰休兵召集、国民兵召集、補欠召集
国民兵召集は1941年（昭和16年）11月15日の陸軍召集規則の改正により廃止された。以降は充員召集と臨時召集に集約されており、現存する赤紙の多くは臨時召集のものである。
- 白紙：教育召集、演習召集、簡閲点呼
- 青紙：防衛召集
防衛召集とは、空襲などの際に国土防衛のため、予備役・補充兵役・国民兵役（在郷軍人と呼ぶ）を短期間召集すること[1]。
- 紅紙：海軍省による充員召集

## 発行と交付

### 陸軍省
召集令状（赤紙・白紙・青紙）は陸軍省が作成した動員計画に基づき連隊区司令部で対象者を指定して発行される。
発行された令状は最寄の警察署の金庫に密封保管され、動員令が発令されると警察官が市区役所・町村役場にこれを持参し、役所役場の兵事係吏員が応召者本人に直接手渡し（不在の場合はその家族に）交付した。令状は本記と受領証の2枚からなり、本記は部隊までの交通切符代わりになる。受領証は受取人が受領日と時刻を分単位で記入、捺印の上で官吏に渡す。官吏はこれを役場に持ち帰り、「召集令状受領綴」という記録簿に保管していた。
本記の表面には、召集される者の氏名、配属される部隊名、部隊に出頭すべき日時などが記載される。裏面には、伝染病など理由あって期日までに部隊に出頭できない場合の連絡先、応召集員の心得などの備考及び注意事項が記載されていた。また、理由なく召集に応じなかった場合、罰金刑もしくは拘留に処せられると書かれている。
召集令状は、役場の兵事係から本人や家族に直接渡されるのが原則で、応召した本人が兵営へ持参し提出するため、現存するものは極めて少ない。

なお、防衛召集対象者で待命中の者に対しては、警戒警報発令のサイレンが鳴った時点で召集令状の交付があったものとみなし、所定の配置に就かなければならないケースもあった。

### 海軍省
海軍省が召集を行えるのは志願兵だけで定員を満たせない場合に限られ、なおかつ行うには事前に大臣折衝で枠を決めた上、陸軍省に事務を委託する必要があった。このため、海軍省から召集を受けるのは現役を終えた後の予備役の者がほとんどだった。
海軍省が行う充員召集では、対象者に対して令状が郵送された例もある。この場合は、地方人事部から現在の特別送達に相当する特殊扱いの郵便として差し出され、受取人は配達員が持参する「特殊郵便物受領証」に記入、捺印した。

## 旅客運賃割引証
召集令状の表面から見て左側は「応召員旅客運賃割引証」ないしは「後払証」として切り離せるようになっていた。これは、召集令状を提示することによって目的地までの交通費が割引になる制度が当時の鉄道省に存在したためである（入営者旅客運賃割引）。割引率は内地の省線（後の日本国有鉄道）の1等車及び3等車が5割、2等車が4割、朝鮮総督府鉄道、台湾総督府鉄道、樺太庁鉄道、南満州鉄道は一律5割引きとされた。
後払証となっていた場合は、本人負担はなく、乗車指定駅で切り離して目的地までの切符が交付された。
ちなみに運賃は本人が支払った分についても到着後配属部隊にて支給することになっており、不足するのであれば事前に市町村役所に届け出れば全額前金で支給することになっていた。

## 部隊到着後
召集令状を持って部隊に到着した者は、徴兵検査と同様の入隊検査を受けた上で配属され、戦線に出発した。万が一、入隊検査で不合格となった場合は即日帰郷を命じられる。この場合、軍からは除隊扱いとなるが、予備役などの形で再び召集される可能性はあった。

## その他

### 一銭五厘
従軍記や花森安治の著書などに見る「一銭五厘」の表現は、当時のハガキの郵便料金が一銭五厘であったことから、兵隊は一銭五厘で赤紙を送れば補充がきく、兵隊の命には一銭五厘の価値しかないという比喩である。ただし、実際には上述のとおり召集令状は役場の職員が直接持って来るのが原則で、郵送される場合も海軍省のごく一部、なおかつ軍事郵便で無料とはいえ現在の特別送達に相当する極めて厳格な送達手続きがなされていたので、葉書を郵送して召集ということはなかった。

### 外地の召集令状
朝鮮は1943年（昭和18年）8月1日、台湾では1944年（昭和19年）9月1日から徴兵制度が実施され、それにあわせて召集令状が発行された。

## 自衛隊における招集命令書
自衛隊では、動員について「召集」ではなく“招く”の字がある「招集」の語を用い、その命令を伝達する命令書は「招集命令書」（しょうしゅうめいれいしょ）という。
日本国憲法下の自衛隊法では、旧陸海軍と異なり無差別に選ばれた国民を闇雲に召集することはできなくなった（国民皆兵ではないので成年男子全員が予備役というわけではない）。このため、予備自衛官や予備自衛官補の一般公募ないしは技能公募と呼ばれる志願制度に基づいて出願し、採用試験に合格の上、所定の訓練を終了した者のみが、予備自衛官や予備自衛官補、および陸上自衛隊の即応予備自衛官として招集の対象となる。
対象と成り得る事態ごとに色が異なっており、防衛出動にかかる「防衛招集命令書」は淡紅色、国民保護等派遣に関する「国民保護等招集命令書」は淡黄色、治安出動に必要な「治安招集命令書」は淡緑色、災害派遣にかかる「災害招集命令書」は淡青色、年に1度、4泊5日で行われ、参加手当も出る平時の訓練に対して出される「訓練招集命令書」は白色とされている。

このうち、防衛招集、国民保護等招集、治安招集の各命令書は制度発足以来、一度も使われたことはない。災害招集は2011年（平成23年）の東日本大震災で即応予備自衛官・予備自衛官に対して発動された例がある。

## 日本国外の例
ロシア
2024年4月19日に電子メールで召集令状を通達することが決定され、11月1日以降から運用する。